# 로랑 뒤브뢰유
로랑 뒤브뢰유(프랑스어: Laurent Dubreuil, 1992년 7월 25일~)는 캐나다의 스피드스케이팅 선수이다. 2014-15 시즌에 서울에서 열린 월드컵 경기장에서 3위 하며 첫 월드컵 메달을 획득하였다. 2015년 세계 종목별 선수권 대회에서 동메달을, 2022년 동계 올림픽 1000m 종목에서는 은메달을 획득하였다.

## 경력

### 월드컵
2021-22 ISU 월드컵이 캘거리에서 개최되는 동안 500m 종목에서 33초 778의 기록으로 캐나다 기록을 갱신했다. 뒤브뢰유는 처음 8번의 월드컵 레이스에서 메달을 획득하였다.

### 올림픽

#### 2018
대한민국 평창에서 열릴 2018년 동계 올림픽에 참가할 캐나다 국가대표로 발탁되었으며, 이는 뒤브뢰유의 첫 올림픽 참가이다. 그는 500m에서 18위, 1000m에서 25위에 올랐다.

#### 2022
2018년 올림픽에 이어 중화인민공화국 베이징에서 열리는 2022년 동계 올림픽에 참가할 캐나다 국가대표로 발탁되었다.
500m 종목에서 중화인민공화국의 가오팅위, 대한민국의 차민규, 일본의 모리시게 와타루의 뒤를 이어 4위를 기록하였다. 경주 중에 그는 부정 출발로 경고를 받았으며, 경기 종료 후 이뤄진 인터뷰에서 부정 출발이 자신이 경주에서 이기지 못한 것에 대한 변명은 되지 않았다며 "완전히 극복할 수 있는 것입니다. 단지 사소한 불편일 뿐입니다. 그것은 차이가 아닙니다."라고 말하였다.
1000m 종목에서는 1분 08.32초의 기록으로 2위를 하여 네덜란드의 토마스 크롤의 뒤를 이어 은메달을 획득했으며, 이는 그의 첫 올림픽 메달이다.